# Рефляція
Рефляція (англ. Reflation) — це перехід до експансіоністської макроекономічної політики в той період, коли очікуваний рівень інфляції продовжує знижуватися.
Проводиться, як правило, під час зростання безробіття, подібну політику підтримують економісти кейнсіанського напряму. Монетаристи ж стверджують, що єдиним наслідком рефляція може бути тільки наростання інфляції (inflation).
Стадія рефляція є однією з частин загального ділового циклу. Після різкого економічного зростання, буму, настає економічний спад. Уряд намагається уникнути його або знизити його негативний вплив реалізуючи політику рефляція.